# Ouisselsate
Ouisselsate (franska: Ouisselsate (CR), Ouisselsate (Commune Rurale), arabiska: خزامة) är en kommun i Marocko.   Den ligger i provinsen Ouarzazate och regionen Drâa-Tafilalet, i den centrala delen av landet, 400 km söder om huvudstaden Rabat. Antalet invånare är 15 339.